# Piotr Wawrzyk

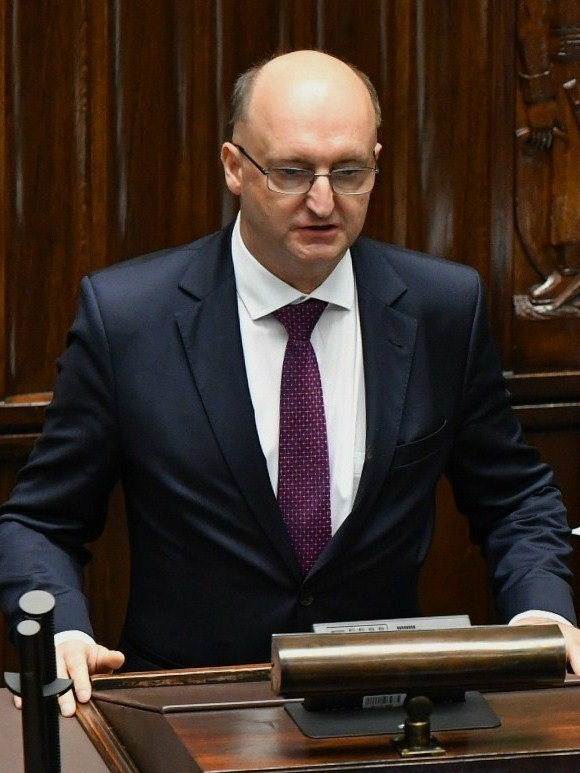
Piotr Wawrzyk w Sejmie RP (2018)

Piotr Sylwester Wawrzyk (ur. 31 grudnia 1967 w Kielcach) – polski politolog, prawnik, nauczyciel akademicki, publicysta i polityk, doktor habilitowany nauk społecznych, wykładowca Wydziału Nauk Politycznych i Studiów Międzynarodowych Uniwersytetu Warszawskiego, w latach 2018–2019 podsekretarz stanu w Ministerstwie Spraw Zagranicznych, następnie do 2023 sekretarz stanu w tym ministerstwie, poseł na Sejm RP IX kadencji.

## Życiorys

### Działalność akademicka
Ukończył studia na kierunkach stosunki międzynarodowe i prawo na Uniwersytecie Warszawskim. W 2006 został doktorem nauk humanistycznych na podstawie rozprawy Polityka wewnętrzna Unii Europejskiej, stopień ten uzyskał w Wyższej Szkole Humanistycznej im. Aleksandra Gieysztora w Pułtusku.
W trakcie pierwszego przewodu habilitacyjnego pojawiły się zarzuty, że w 2011 w pracy Sądy cywilne w procesie integracji europejskiej, mającej być jego rozprawą, skopiował jeden z rozdziałów bezpośrednio z pracy swojej studentki. Powołana na Wydziale Dziennikarstwa i Nauk Politycznych UW komisja kierowana przez Tadeusza Mołdawę uznała, że sporny fragment miał tylko wartość informacyjną, a nie naukową, a tym samym trudno określać to jako plagiat. W 2013 rada wydziału podjęła uchwałę o zamknięciu przewodu habilitacyjnego.
Stopień doktora habilitowanego nauk społecznych uzyskał na tym wydziale w 2014 na podstawie rozprawy Problemy modernizacji procesów integracji europejskiej w ramach działań Unii na rzecz współpracy państw członkowskich w zwalczaniu przestępczości międzynarodowej. Został adiunktem w Instytucie Europeistyki na Wydziale Nauk Politycznych i Stosunków Międzynarodowych Uniwersytetu Warszawskiego. Pracował również na uczelniach w Kielcach i Pułtusku.
W pracy naukowej i badawczej specjalizuje się w problematyce współpracy międzynarodowej i europejskiej w zakresie bezpieczeństwa wewnętrznego, międzynarodowego, a także europejskiego prawa cywilnego i rodzinnego oraz systemów prawnych państw europejskich.
Pracował m.in. w Biurze Komisji Sejmowych Kancelarii Sejmu oraz Zespole Prawnym Departamentu Integracji Europejskiej Ministerstwa Rolnictwa i Rozwoju Wsi. Uczestniczył w negocjacjach akcesyjnych z Unią Europejską, pełnił funkcję eksperta do spraw realizacji zobowiązań akcesyjnych. Współpracował z Departamentem Legislacji Europejskiej Urzędu Komitetu Integracji Europejskiej. Brał udział w pracach komisji sejmowych i senackich zajmujących się wdrażaniem prawa Unii Europejskiej do polskiego porządku prawnego. Do 2009 był ekspertem Komisji do Spraw Unii Europejskiej.
Był częstym komentatorem w głównym wydaniu Wiadomości, w wieczornym paśmie informacyjnym TVP Info oraz w Telewizji Republika. Jego felietony pojawiały się na łamach tygodnika „Sieci” oraz dzienników „Rzeczpospolita” i „Super Express”.

### Działalność polityczna
Przez kilkanaście lat należał do Polskiego Stronnictwa Ludowego. 2 lutego 2018 został podsekretarzem stanu w Ministerstwie Spraw Zagranicznych, odpowiadał za sprawy parlamentarne, prawne, traktatowe, konsularne, dotyczące Narodów Zjednoczonych oraz praw człowieka. W wyborach parlamentarnych w 2019 uzyskał mandat posła IX kadencji z listy Prawa i Sprawiedliwości w okręgu kieleckim, otrzymując 6750 głosów. W związku z tym wyborem ustąpił z funkcji w MSZ. 27 listopada 2019 powrócił do MSZ w randze sekretarza stanu. Powierzono mu sprawy związane z członkostwem Polski w UE, prawne, prawno-traktatowe, dotyczące Narodów Zjednoczonych oraz konsularne i parlamentarne.
W grudniu 2020 został kandydatem na stanowisko rzecznika praw obywatelskich rekomendowanym przez Prawo i Sprawiedliwość. 21 stycznia 2021 jego kandydatura została zaakceptowana przez Sejm („za” zagłosowało 233 posłów, „przeciw” 219, a 1 wstrzymał się od głosu). Senat odrzucił jego kandydaturę 18 lutego 2021 („przeciw” zagłosowało 51 senatorów, „za” 48, a 1 wstrzymał się od głosu). W marcu 2021 wstąpił do Prawa i Sprawiedliwości.

#### Afera wizowa
31 sierpnia 2023 premier Mateusz Morawiecki odwołał go z funkcji wiceministra spraw zagranicznych. Wawrzyk nie wystartował w wyborach parlamentarnych 15 października 2023 roku. Według oficjalnego oświadczenia powodem odwołania go z funkcji wiceministra spraw zagranicznych był „brak satysfakcjonującej współpracy”. Według informacji medialnych odwołanie miało być związane z aferą wizową, w której zarzuca się korupcję podczas przyznawania wiz do Polski. Według innych doniesień medialnych (m.in. Gazety Wyborczej) Wawrzyk miał być jedynie kozłem ofiarnym. 
W nocy z 14 na 15 września 2023 roku trafił do szpitala po usiłowaniu popełnienia samobójstwa przez podcięcie sobie żył nadgarstków. Przed próbą samobójczą Wawrzyk napisał w liście pożegnalnym, że "nie zrobił nic złego, chciał pomagać ludziom bez względu na barwy polityczne i zapłacił za to najwyższą cenę", oraz że "nie jest łapówkarzem". 
W styczniu 2024 po przedstawieniu mu przez prokuratora delegatury Prokuratury Krajowej w Lublinie zarzutów przekroczenia uprawnień w celu osiągnięcia korzyści majątkowej przez inną osobę oraz udostępnienia informacji osobie nieuprawnionej, został zatrzymany przez funkcjonariuszy CBA w ramach śledztwa dotyczącego płatnej protekcji w związku z przyspieszaniem procedur wizowych.

## Wybrane publikacje
- Sprawy wewnętrzne i wymiar sprawiedliwości w Unii Europejskiej, Wydawnictwo Sejmowe, Warszawa 2006, ISBN 83-7059-741-6.
- Polityka UE w obszarze spraw wewnętrznych i wymiaru sprawiedliwości, Wydawnictwo Sejmowe, Warszawa 2007, ISBN 978-83-60501-37-5.
- Współpraca celna w Unii Europejskiej, Wydawnictwa Akademickie i Profesjonalne, Warszawa 2008, ISBN 978-83-60807-71-2.
- Współpraca policyjna a system informacyjny Schengen II, Wydawnictwa Akademickie i Profesjonalne, Warszawa 2008, ISBN 978-83-60807-63-7.
- Bezpieczeństwo wewnętrzne Unii Europejskiej, Wydawnictwa Akademickie i Profesjonalne, Warszawa 2009, ISBN 978-83-61408-51-2.
- Sądy cywilne w procesie integracji europejskiej, Aspra, Warszawa 2011, ISBN 978-83-7545-283-9.
- Przestrzeń wolności bezpieczeństwa i sprawiedliwości Unii Europejskiej, Poltex, Warszawa 2012, ISBN 978-83-7561-256-1.